# Sverre Andersen
Sverre Andersen (* 9. Oktober 1936 in Stavanger; † 1. November 2016 ebenda) war ein norwegischer Fußballspieler.

## Sportlicher Werdegang
Andersen schloss sich 1947/48 Viking Stavanger an, für den er 1952 zunächst in einem Freundschaftsspiel im Alter von 16 Jahren als Torhüter debütierte. Ab 1954 kam er für den Verein in der norwegischen Meisterschaft zum Einsatz und lief bis zu seinem Karriereende 1971 in 262 Meisterschaftsspielen  auf. Parallel avancierte er zum Nationalspieler, im August 1956 debütierte er für die norwegische Nationalmannschaft. Insgesamt bestritt er 41 Länderspiele. 1964 nahm er an einem Spiel einer Nordeuropa-Auswahlmannschaft gegen eine Europa-Auswahl teil.
1966 bis 1970, 1973 und noch einmal kurzzeitig im Herbst 1985 fungierte er als Trainer der ersten Mannschaft. 1979 wurde er zum Ehrenmitglied ernannt.
Hauptberuflich war Andersen als Ingenieur tätig.